# Protest the Hero
Protest the Hero — музыкальная группа из Онтарио, Канада. Была образована в 1999 году, когда участникам было всего по 14 лет. Изначально группа называлась Happy Go Lacky позже была переименована в Protest the Hero в 2002 году, дебютное EP Search of the Truth. В 2005 году был подписан официальный контракт с Vagrant Records на выпуск альбома Kezia в Соединённых Штатах.

## История
На следующий день после окончания выпускных экзаменов в школе, они уехали в трёхнедельный тур от Торонто до Галифакса под названием «Rock the Vote». Постепенно популярность группы медленно распространялась за пределы металлических сцен округов и городов, на которых они выступили. Был подписан договор с Universal Music Canada о дистрибьюторской поддержке. Для покорения американских слушателей был подписан контракт с Vagrant Records.
В 2003 году музыканты выпускают свой дебютный EP A Calculated Use Of Sound. На этой пластинке отчётливо прослеживается влияние панк-музыки и панк-культуры на группу, которое выражается в немного грязном звучании и политически направленных текстах. Хотя по звучанию эта пластинка является не лучшей в дискографии группы, но именно она помогла группе выиграть в 2004 на Canadian Independent Music Award в номинации «Лучший Металлический Исполнитель / Группа», сумев обойти своих более известных товарищей по сцене группу Alexisonfire.
В 2005 году выходит их первый полноформатный альбом Kezia. На момент его выхода музыкантам было 18-19 лет. По своей сути альбом представляет собой метал-оперу с фирменным звучанием группы. По мнению многих этот альбом является лучшим в дискографии группы на данный момент. После выхода этого альбома группа начала активную концертную деятельность. Protest the Hero выступали на одной сцене с такими известными группами, как DragonForce, Trivium, All That Remains. В марте 2006 они были номинированы как «Лучшая металлическая группа» на Indie Music Award, но победить им не удаётся, в этой номинации побеждает группа Kataklysm.
29 января 2008 года вышел второй альбом Fortress. Вот что сказал басист группы по поводу этого альбома: «Новый альбом — продолжение попыток объединить техничность и музыкальность. Мы надеемся, что структурированность и креативность в нашей музыке помогут проанализировать эмоции, иронию и действительность того, что нас окружает, как акустически, так и тематически. Эти песни исследуют парадоксальную сущность повседневного быта — главным образом в том, что агрессивная музыка является подходящим инструментом передачи не только таких чувств, как гнев и разочарование, а также удивления, сильных эмоций и оптимизма».

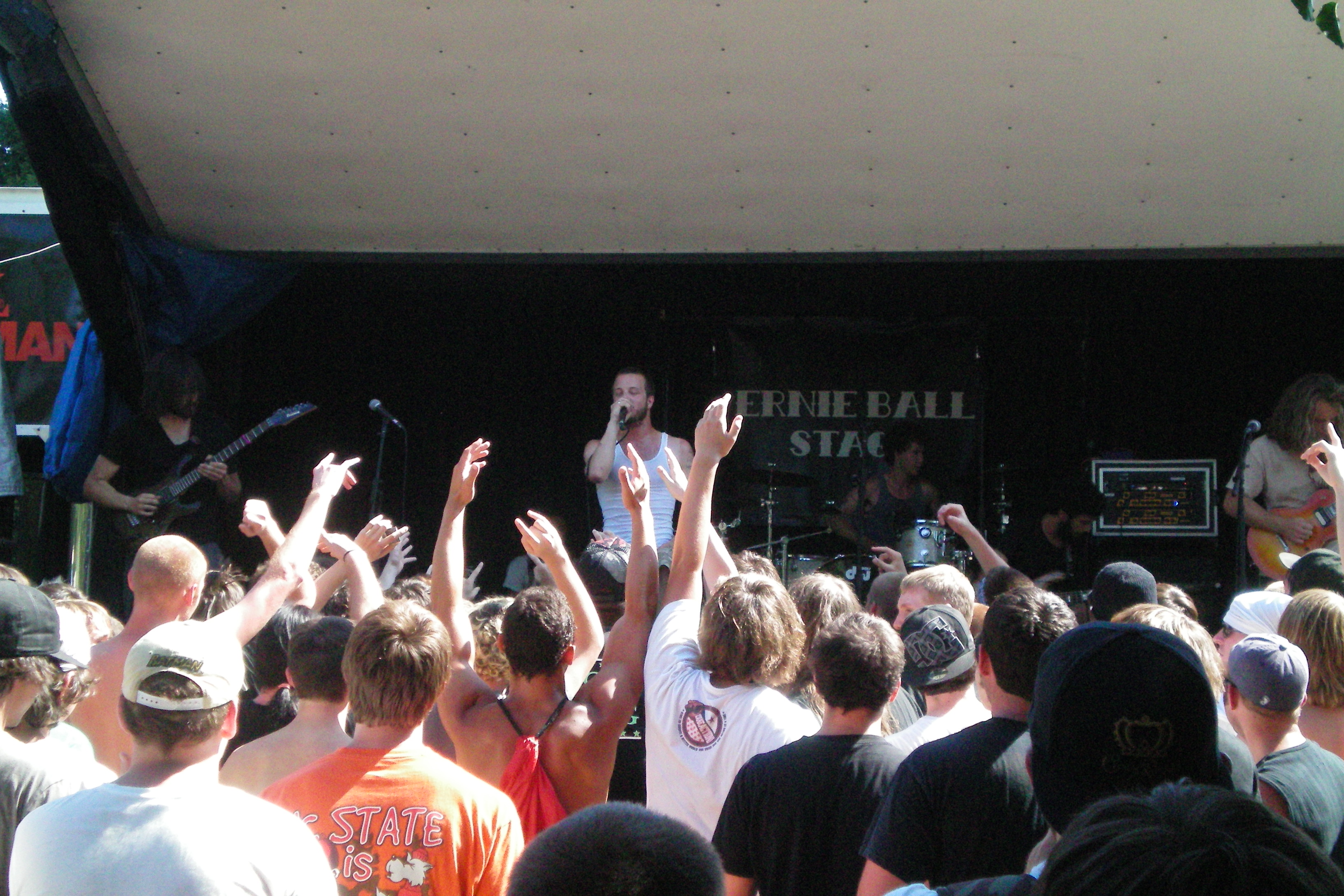
Концерт Protest the Hero

В 2014 Ариф Мирабдолбахи окончательно покинул состав коллектива. Напомним, что осенью 2013 года PTH отправились в тур по Северной Америке с другим басистом, так как Ариф на тот момент был занят в постановке спектакля по мотивам повести Достоевского “Двойник”. Тогда его заменил давний друг коллектива Камерон МакЛилан, который засветился в песне “Without Prejudice” с альбома “Volition”, а коллектив твердил, что Ариф вернется в строй чуть позже. И вот, в самом конце марта, на одном из концертов Protest The Hero вокалист Роди Уолкер прямо со сцены заявил об уходе Мирабдолбахи из группы.  Чуть позже Protest The Hero заявили на своей Facebook-страничке, что Ариф ушел по собственному желанию, так как больше не может совмещать туры с другими проектами.

## Музыкальный стиль
Сложно однозначно сказать, к каким музыкальным стилям можно их отнести. Их музыка представляет собой хаотичные прерывистые мелодии, переходящие от стандартно хэви-металовых рифов до яростных металкоровых, и все это сдобрено отличным вокалом, который весьма необычен для подобного рода групп. В последних двух альбомах группы отчетливо слышна прогрессив составляющая.

## Концертная деятельность
Их выступлениям свойственна очень сильная эмоциональная составляющая, некоторые могут, прослушав их творчество и просмотрев их концертные выступления, прицепить им модный сегодня ярлык Эмо-группы но это далеко не так, участники Protest the Hero сами говорят, что не имеют с этим музыкальным направлением ничего общего и сами часто подтрунивают над представителями данной субкультуры на своих концертах. В разное время они переиграли с огромным количеством известных, и не очень, групп различных жанров и направлений тяжелой музыки (Death by Stereo, Bad Religion, Anti-Flag, The Fall of Troy, The Bled, DragonForce, Trivium, The Sword, Cellador, All That Remains, Blessthefall, Threat Signal, The Holly Springs Disaster, Alexisonfire, Bullet For My Valentine, NOFX, Against Me!, Sum 41, Korn, Limp Bizkit, Between the Buried and Me, Metallica).

## Состав
На сегодняшний день в состав группы входят:
- Роди Уолкер (Rody Walker) — вокал
- Тим Миллар (Tim Millar) — гитара
- Люк Хоскин (Luke Hoskin) — гитара и клавишные
- Майк Иеради (Mike Leradi) — ударные
- Камерон МакЛилан — бас-гитара (с 2013)

##### Бывшие участники
- Морган "Mo" Карлсон (Morgan "Moe" Carlson) — ударные (1999-2013)
- Ариф Мирабдолбахи (Arif Mirabdolbaghi) — бас-гитара (1999-2014)

## Интересные факты
- Некоторые члены группы вытатуировали себе слово «Protest».
- Песня «Divinity Within», входящая в состав альбома Kezia, входит в саундтрек к видеоигре NHL 07.
- Гитарист Люк Хоскин был задержан в Ванкувере за то, что у него было найдено 0,2 грамма марихуаны, это не позволило ему продолжать тур «The Crusade».
- Члены группы засветились в рекламном ролике магазина инструментов Long & McQuade.
- Композиция «Bury the Hatchet» с альбома Kezia входит в состав скачиваемого дополнения для Guitar Hero II на Xbox 360.
- Песня «The Dissentience» с альбома Fortress вошла в саундтрек к видеоигре NHL 09.
- Все участники группы вегетарианцы.
- Rody Walker участвовал в записях песен: Family Goretrait (Abandon All Ships) и Dirty Pillow Talk (The Fall Of Troy). Так же у него есть сольные композиции.

## Дискография

### Полноформатные релизы
- 2003 — A Calculated Use of Sound
- 2005 — Kezia
- 2008 — Fortress
- 2011 — Scurrilous
- 2013 — Volition
- 2016 — Pacific Myth
- 2020 — Palimpsest

### EP и Синглы
- 2002 — Search for the Truth.
- 2003 — A Calculated Use Of Sound.
- 2006 — Heretics & Killers
- 2008 — Sequoia Throne
- 2008 — Sequoia Throne Remix.
- 2011 — C'est La Vie
- 2011 — Hair-Trigger
- 2020 — The Canary
- 2020 — From The Sky
- 2020 — Fabula & Syuzhet